# Francisco Newton
Francisco Xavier Oakley de Aguiar Newton (* 18. Mai 1864 in Porto; † 9. Dezember 1909 in Matosinhos) war ein portugiesischer Naturforscher, der im Golf von Guinea, Dahomey, Timor und Angola zahlreiche Tier- und Pflanzenarten sammelte.

## Leben
Newtons Vater Isaac (1840–1906), benannt nach dem berühmten britischen Physiker Isaac Newton, war Portugiese britischer und irischer Abstammung. Er war Kaufmann und ein leidenschaftlicher Amateurbotaniker, von dem Francisco das Pflanzensammeln lernte. 1880, im Alter von 16 Jahren, unternahm Newton seine erste botanische Sammelexpedition nach Angola. Der Botaniker Julio Augusto Henriques veröffentlichte im Jahr 1885 eine Übersicht über die Reiserouten von Francisco Newton in Angola im Zeitraum 1880 bis 1883. Obwohl Henriques in seiner Chronik von Newtons Exkursionen keine Referenzen angibt, scheinen die Reiserouten größtenteils auf einer Untersuchung der Sammellokalitäten und -daten zu basieren, die auf den Etiketten von Newtons Herbarbelegen angegeben sind. Henriques kannte Newton persönlich und war mit dessen Vater Isaac befreundet, der Pflanzen für das Herbarium in Coimbra sammelte und Mitglied der portugiesischen botanischen Gesellschaft Sociedade Broteriana war, die Henriques gegründet hatte. Newton hielt sich während seiner ersten Reise wahrscheinlich bis Ende 1884 oder Anfang 1885 in Angola auf, da bekannt ist, dass er im März 1885 bereits wieder in Lissabon war. In Angola erkundete Newton zunächst die Umgebung von Moçâmedes, zwischen den Flüssen Curoca und Giraul und der Namib-Wüste und reiste dann weiter ins Landesinnere, zu den Chela-Bergen, Humpata und zum Huíla-Plateau. Newtons erste Pflanzensaufsammlungen aus Angola, die belegt sind, stammen vom April 1881 und bestehen aus Bryophyten aus Huíla. Seine letzte dokumentierte botanische Sammlung in diesem Land war offenbar im März 1884 und umfasst ein Herbarexemplar der Art Helichrysum nitens. Im Dezember 1882 verfasste Newton einen Brief an Joseph Dalton Hooker von den Royal Botanic Gardens, Kew, in dem er angab, 300 Arten von Blütenpflanzen und 25 Farnarten gesammelt zu haben. Zwischen 1883 und 1888 schickte Henry Hamilton Johnston (1858–1927) 1436 Pflanzensammlungen nach Kew, darunter zahlreiche, die von Francisco Newton stammen. 
Im Juli 1885 unterbreitete Newton der portugiesischen Regierung den Vorschlag, São Tomé und Príncipe im Golf von Guinea zu erkunden. Die Expedition wurde von der Regierung genehmigt und Newton hielt sich von Oktober 1885 bis Januar 1892 auf den Inseln auf, wo er im Auftrag von José Vicente Barbosa du Bocage, Direktor des Nationalmuseums in Lissabon, botanisches und zoologisches Material sammelte, darunter die Typusexemplare des nach ihm benannten Newton-Würgers und des Einfarbgimpels. 1886 besuchte Newton Dahomey (das heutige Benin). Von 1892 bis 1895 setzte er seine Forschungstätigkeit auf São Tomé und Príncipe fort. Von 1896 bis 1897 hielt sich Newton in Timor auf und von August 1998 bis 1902 war er auf den Kapverdischen Inseln. Im März 1900 besuchte er Guinea-Bissau. Von 1903 bis 1906 nahm er an einer zoologischen Expedition der Academia Politécnica do Porto nach Angola teil. Das dort zusammengetragene Material besteht aus mehreren hunderte Exemplaren und gipfelte in der Erstbeschreibung von 27 neuen Reptilien-, Amphibien- und Molluskentaxa. Insgesamt sammelte Newton 150 Amphibien-Exemplare, 170 Vögel, 170 Reptilien, 20 Säugetiere und eine unbestimmte Anzahl von Fischen, Weichtieren, Insekten und anderen Wirbellosen.

## Dedikationsnamen
Neben der bereits erwähnten Würgerart Lanius newtoni sind nach Francisco Newton unter anderen die Arten Anabathmis newtonii, Petropedetes newtoni, Ptychadena newtoni, Hemidactylus newtoni und Letheobia newtoni benannt. Zu den nach ihm benannten Pflanzentaxa zählen Barleria newtonii, Oligothrix newtonii, Omphalopappus newtonii, Pleiotaxis newtonii, Cassia newtonii, Crotalaria newtoniana, Lotononis newtonii, Tephrosia newtoniana, Coleus newtonii, Leonotis newtonii, Leucas newtonii, Orthosiphon newtonii, Jasminum newtonii, Andropogon newtonii, Avena newtonii, Willkommia newtonii, Lindernia newtonii, Solanum newtonii, Gnidia newtonii und Grewia newtonii.